# Arwing
Arwing (アーウィン Āwin?) es una nave caza aeroespacial prototipo de ficción, desarrollado por Space Dynamics, que aparece en la serie de videojuegos Star Fox.

El Arwing de Star Fox

El Arwing es un caza de cabina simple y es considerada la nave más poderosa en el arsenal de la Defensa Corneriana. La mayor característica del Arwing es el sistema de Difusión de Gravedad, llamados Difusores-G para acortar. Los Difusores-G sirven para dos propósitos:
- Actuar como sistema antigravedad para permitir máxima maniobrabilidad en una atmósfera.
- Energizar el sistema de escudos del Arwing.

El Arwing está armado con un láser estándar, aunque es posible agregar un segundo o dos Híper Lasers. El Arwing también tiene la habilidad de llevar Bombas Nova como segundo armamento.
Probablemente de manera intencional, el Arwing y su contraparte de Star Wolf, la Wolfen, están estructuralmente diseñadas similarmente a la primera letra de sus respectivos nombres (Arwing como una "A", Wolfen como una "-W-").

## El Arwing a través de la serie

### Star Fox
El Arwing original, también llamado "SFX Arwing" en la serie de cómics, es desarrollado por el Departamento de Ingeniería de Defensa Corneriana como el Caza Estelar más sofisticado en la galaxia y está equipado con las mejores armas. El Arma Principal es un Láser sencillo que puede ser aumentado a Láseres Gemelos Tipo-A y aumentado otra vez a Blasters de Plasma Gemelos Tipo-B. Armamentos secundarios incluyen Bombas Nova.
En la Parte 2 del cómic de Star Fox, una versión actualizada del SFX Arwing es construida y piloteada por Fara Phoenix. El nuevo modelo de Arwing no parece ser una actualización de los cuatro originales pero tiene mayor rendimiento y maniobrabilidad y también está equipado con nuevos sistemas. Equipado con Híper Propulsores que superan en velocidad al viejo modelo de Arwing. El nuevo modelo primero está pintado de morado para indicar que sus sistemas aún se están probando. Luego se pinta de blanco estándar para indicar que ya está terminado y que el Arwing y su piloto ahora son parte del equipo Star Fox.

### Arwings enStar Fox 2
El no lanzado Star Fox 2 caracterizó tres diferentes variaciones del Arwing original.
- Tipo Propósito General: Parecido al Arwing original pero con un nuevo láser recargado. Inicialmente equipado con Bombas.
- Tipo Asalto Pesado: Más lento que el Tipo de Propósito General pero tiene un escudo más fuerte. El Tiempo de recarga para el láser era inconfiablemente largo. Inicialmente equipado con un Regenerador de Escudos.
- Tipo Interceptor: Más rápido que el Tipo de Propósito General pero es frágil debido a su baja protección. Inicialmente equipado con Láseres Gemelos, y Generador de Super Escudos.

Todos los Arwings pueden cambiar de tipo para adaptarse a las misiones. Los Arwings también pueden transformarse en un robot bípedo en el llamado Modo de "Caminata Terrestre". Este robot caminante también puede nadar bajo el agua.

### Star Fox 64
El Arwing introducido en StarFox 64 era un diseño evolucionado de la versión original. Sin embargo, tenía un diseño medio y era relativamente lento, no podía suspenderse completamente en el aire debido a que tenía un solo Difusor-G muy primitivo. Esta versión también podía soportar temperaturas a 9.000 grados, como se explica en la misión del equipo en Solar.

### Star Fox Adventures
El Arwing que aparece en Star Fox Adventures es del mismo diseño del diseño de Star Fox 64.
Su fuselaje era más redondeado y tenía una pequeña área de carga para que el Príncipe Tricky pudiera acompañar a Fox McCloud para ayudarlo en su búsqueda, además cuenta con un reproductor de música usado por Fox cuando vuela de un lugar a otro, también es posible que cuente con una inteligencia artificial ya que si Fox se acerca a la nave usando el escáner de su PDA se puede leer en el recuadro: ´´i´ve seen better days´´ (He visto mejores días) podría indicar que el Arwing se está quejando o está aburrida. Debido a su carencia de fondos, las Arwings en Star Fox Adventures - junto al Great Fox - estaban en un estado muy deteriorado. Los cañones especiales del Arwing que le permitían ataques teledirigidos estaban dañados, y las alas estaban dobladas y oxidadas. Esta versión del Arwing se parece mucho a la X-Wing de la saga de Star Wars, particularmente en la nariz.

### Star Fox: Assault
El Arwing disponible introducido en Star Fox: Assault se parece al Arwing original visto por última vez en el juego original. Este Arwing tiene un diseño más complejo y simétrico, y es al menos el doble de grande que su predecesor. Mide 45.76 pies de largo y 22.16 pies de alto.
Cuenta con controles sensibles al tacto y piloto automático, y gracias a sus cuatro motores de Difusores-G es capaz de permanecer completamente suspendido en el aire. También cuenta con una plataforma que permite que un compañero se pare en el ala y apoye al piloto con sus disparos hacia enemigos en la retaguardia o a los lados. Esto sin embargo impide que el piloto realice maniobras complicadas, para evitar que su compañero se caiga del ala.

### Star Fox Command
En este juego, Fox pilota el Arwing II, la primera mejora oficial del Arwing original (sin incluir los numerosos rediseños del caza original).  Mientras que Peppy Hare continua pilotando la versión Assault del Arwing, otros personajes importantes tienen sus diseños únicos en sus cazas como el Bullfrog de Slippy Toad, el Sky Claw de Falco Lombardi, y el Cloud Runner de Krystal.
El Arwing II y el Arwing original comparten casi todas sus características, excepto que el Arwing viene equipada con Láseres Gemelos y tiene Time Bonus de 3 segundos mientras que el Arwing II solo tiene láser sencillo y Time Bonus de 2 segundos. Dependiendo de la ruta elegida, el Arwing II puede obtener Láseres Gemelos o de Plasma, o una mira múltiple.

### Star Fox Zero
En este juego, el Arwing combina elementos de Star Fox 2 y Star Fox 64. Su diseño y manejo en el aire y en el espacio es esencialmente idéntico al de la versión de N64, pero también tiene la capacidad de transformarse en modo "Walker", donde transforma las alas en dos patas para caminar en tierra, muy útil para atravesar espacios demasiado estrechos para el Arwing o que requieran exploración lenta Adicionalmente, en este modo también puede flotar e impulsarse con sus propulsores.

## Bombas Nova
Las Bombas Nova (en inglés Nova Bombs) constituyen el armamento secundario del Arwing. En los últimos juegos de la serie, se llaman simplemente "Bombas Inteligentes" (o simplemente "Bombas"). Sin embargo, la mayoría de los fanes consideran estos nombres demasiado genéricos y siguen llamándolas Bombas Nova.
Las Bombas Nova tienen un gran radio de acción el cual es devastador para cazas enemigos y causa graves daños a vehículos más fuertes, como cruceros. Para añadirlo, las bombas también tiene capacidad teledirigida y pueden perseguir al objetivo para dañarlo. También las llaman bombas inteligentes, porque no dañan a los miembros del equipo Star Fox. Las Nova Bombs también pueden detonarse de forma remota.
A lo largo de la serie estas bombas han sido esenciales para derrotar a algunos enemigos. El jefe conocido como Sarumarine en Zoness en Star Fox 64 tenía unos cañones los cuales solamente recibían daño con las Bombas Nova. Andross en Star Fox Adventures tenía que ser atacado con una para exponer su punto débil. Las Bombas Nova también han servido para dañar a Andross provocando que se las trague y le exploten adentro cuando intenta inhalar a Fox.
El número máxim de Bombas Nova que puede llevar el Arwing ha variado de un juego al otro. En Star Fox, el jugador inicia con tres bombas y puede cargar un máximo de cinco. Esto se mantuvo en Star Fox 2, aunque las bombas podrían ser reemplazadas por un regenerador de escudos o un escudo de energía. En Star Fox 64, el Arwing comenzaba con tres bombas pero podía cargar hasta nueve. En Star Fox Adventures, el Arwing solo podía cargar hasta tres y empezaba sin ninguna. En Star Fox: Assault, el jugador nuevamente empezaba sin bombas. El máximo no se especifica en ninguna documentación del juego, aunque aparentemente es nueve. En Star Fox Command, el Arwing solo carga dos bombas. Otras naves cargan una o dos, la nave Bullfrog de Slippy es la única que puede cargar hasta tres.
En Star Fox: Assault, una variante de la Bomba Nova llamada Bomba Cluster puede desbloquearse en las batallas multijugador.  En lugar de una gran explosión, la bomba cluster dispersa varias granadas, generando varias explosiones pequeñas.
En Star Fox Command, los jugadores pueden elegir con precisión el lugar donde detone la bomba usando el DS stylus, arrastrando un icono de bomba y soltándolo en la pantalla del radar. Así, una bomba saldrá disparada y estallará al alcanzar la posición.
Los vehículos capaces de usar Bombas Nova son el Arwing, la Wolfen y el Landmaster, aunque esta función se le removió al Landmaster en Assault. Adicionalmente, todas las naves en Command pueden cargar al menos una bomba.
- Datos: Q1406624